# نائو تامورا
نائو تامورا (انگلیسی: Nao Tamura; october 10  – ) صداپیشه، و بازیگر اهل ژاپن بود.